# Údol
Údol est un village de Slovaquie situé dans la région de Prešov.

## Histoire
Première mention écrite du village en 1427.

## Démographie

### Évolution de la population
| Année:               | 1994. | 2004.   | 2014.   | 2024.   |
| -------------------- | ----- | ------- | ------- | ------- |
| Nombre de personnes: | 459   | 417     | 396     | 367     |
| Différence:          |       | -9,15 % | -5,03 % | -7,32 % |

| Année:               | 2023. | 2024.   |
| -------------------- | ----- | ------- |
| Nombre de personnes: | 370   | 367     |
| Différence:          |       | -0,81 % |